# Debra Mooney
Debra Mooney (Aberdeen (South Dakota), 28 augustus 1947), geboren als Debra Vick, is een Amerikaanse actrice.
Mooney is het bekendste vanwege haar rol als Edna Harper in de televisieserie Everwood waar zij in 89 afleveringen speelde (2002-2006).

## Biografie
Mooney werd geboren in Aberdeen (South Dakota) en groeide op in Ellendale (North Dakota). Zij studeerde af aan de Universiteit van Minnesota in de staat Minnesota.
Mooney was in het verleden getrouwd met een producer (overleden in 2012), met wie zij een kind kreeg.

## Filmografie

### Films
- 2017 We Don't Belong Here - als Oma
- 2016 The Death of Eva Sofia Valdez - als Clara
- 2013 Jodi Arias: Dirty Little Secret – als Caroline
- 2010 The Last Godfather – als zuster Theresa
- 2010 Scouting Brother – als Allie Jacklitz
- 2006 The Mermaid Chair – als Kat
- 2001 Domestic Disturbance – als Theresa
- 1999 Silk Hope – als Violet
- 1997 Anastasia – als actrice (stem)
- 1996 Mary & Tim – als ??
- 1994 Schemes – als Ruby
- 1994 Breathing Lessons – als mrs. Stuckley
- 1990 Joshua's Heart – als moeder van Claudia
- 1989 Dead Poets Society – als mrs. Anderson
- 1988 Too Young the Hero – als moeder van Calvin
- 1986 Rage of Angels: The Story Continues – als ??
- 1986 Agent on Ice – als mrs. Kirkpatrick
- 1983 The Cradle Will Fall - als Vangie Lewis
- 1982 Tootsie – als Mrs. Mallory
- 1979 Chapter Two – als Marilyn

### Televisieseries
Uitgezonderd eenmalige gastrollen.
- 2022 Inventing Anna - als rechter - 3 afl.
- 2009-2021 Grey's Anatomy – als Evelyn Hunt – 12 afl.
- 2013-2018 Arrested Development – als Joan Bark – 5 afl.
- 2015-2017 The Originals - als Mary Dumas - 8 afl.
- 2012-2017 Scandal – als Verna Thornton – 11 afl.
- 2016 Chance - als dr. Myra Cohen - 2 afl.
- 2012-2013 The Neighbors – als Theresa Weaver – 2 afl.
- 2011 Weeds – als Shelby Keene – 2 afl.
- 1999 ER – als Leila Morgan – 2 afl.
- 2007-2008 Boston Legal – als rechter Patrice Webb – 4 afl.
- 2006 The Closer – als Elaine Donahue – 2 afl.
- 2002-2006 Everwood – als Edna Harper – 89 afl.
- 2002-2003 Everybody Loves Raymond – als Lee – 3 afl.
- 2000-2003 The Practice – als rechter P. Spindle – 7 afl.
- 1995-1996 Kirk – als Sally – 31 afl.
- 1994-1995 Something Wilder – als mrs. Thornton – 2 afl.
- 1993-1994 Murphy Brown – als dr. Lee Larkin – 2 afl.
- 1991-1992 Davis Rules – als Mrs. Rush – 20 afl.
- 1990 Roseanne – als mrs. Wellman – 4 afl.
- 1989 Dream Street – als Lillian DeBeau – 6 afl.
- 1976 Delvecchio – als dr. Petrie – 2 afl.

## TheaterwerkBroadway
- 1998 Getting and Spending – als Mary Phillips
- 1992 The Price – als Esther Franz
- 1985-1986 The Odd Couple – als Mickey (understudy)
- 1980 Talley's Folly – als Sally Talley (understudy)
- 1977-1979 Chapter Two – als Jenie Malone / Faye Medwick (understudy)

- Library of Congress Control Number: no2009128996
- Virtual International Authority File: 96870049
- WorldCat: E39PBJr7VwdjCtqxpDydKqMtrq